# Пыхов-Церковный проезд
Пы́хов-Церко́вный проезд — улица в центре Москвы в Тверском районе между улицей Фадеева и Долгоруковской улицей.

## Происхождение названия
Известен с 1924 года как Пыхов-Церковный тупик (с 1948 года — проезд). Первая часть названия восходит к фамилии землевладельцев: в 1870 году ярославские выходцы Николай и Василий Пыховы скупили у ямщиков Тверской слободы много земли и распродавали её отдельными участками. Например, нынешний Угловой переулок в этом же районе назывался Пыхов. Компонент Церковный, возможно, обусловлен тем, что на углу проезда и Долгоруковской улицы находится церковь Николая Чудотворца.

## Описание
Пыхов-Церковный проезд соединяет улицы Фадеева и Долгоруковскую, начинается от улицы Фадеева, проходит дугой на северо-восток, затем на восток. Выходит на Долгоруковскую улицу у здания бывшей церкви Николая Чудотворца, в которой располагалась киностудия «Союзмультфильм».
7 февраля 2018 года помещения бывшего Никольского храма переданы Росимуществом Русской Православной Церкви в безвозмездное пользование.